# 卡于扎克
卡于扎克（法語：Cahuzac，法語發音：[ka.yzak] ⓘ）是法国奧克西塔尼大區塔恩省的一个市镇，属于卡斯特尔区。

## 地理
卡于扎克（43°28'15"N, 2°4'42"E）面积5.69 平方千米，位于法国奧克西塔尼大區塔恩省，该省份为法国南部内陆省份，北起顺时针与阿韦龙省、埃罗省、奥德省、上加龙省和塔恩-加龙省接壤。
与卡于扎克接壤的市镇（或旧市镇、城区）包括：贝勒塞尔、拉加尔迪奥勒、圣阿芒塞、索雷兹。

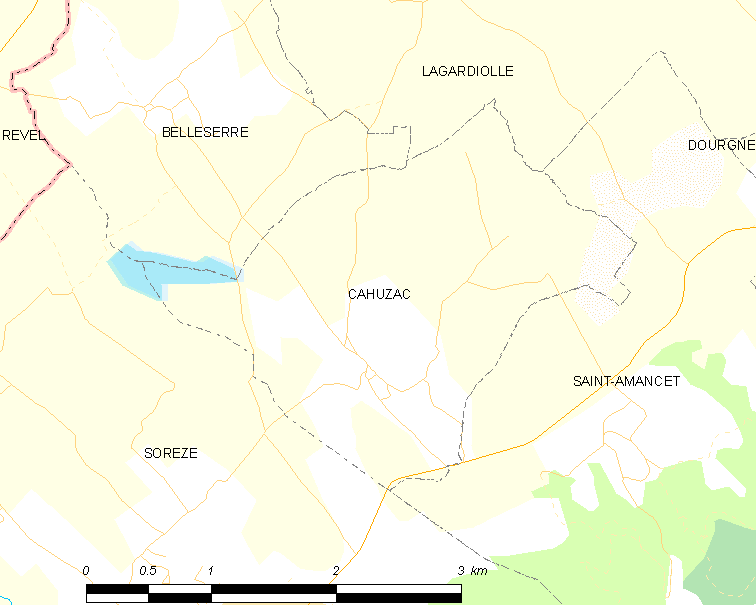
卡于扎克的OSM定位图

卡于扎克的时区为UTC+01:00、UTC+02:00（夏令时）。

## 行政
卡于扎克的邮政编码为81540，INSEE市镇编码为81049。

## 政治
卡于扎克所属的省级选区为努瓦尔山县。

## 人口

1962-2008年间卡于扎克人口变化图示

卡于扎克于2022年1月1日时的人口数量为360人。

## 图集

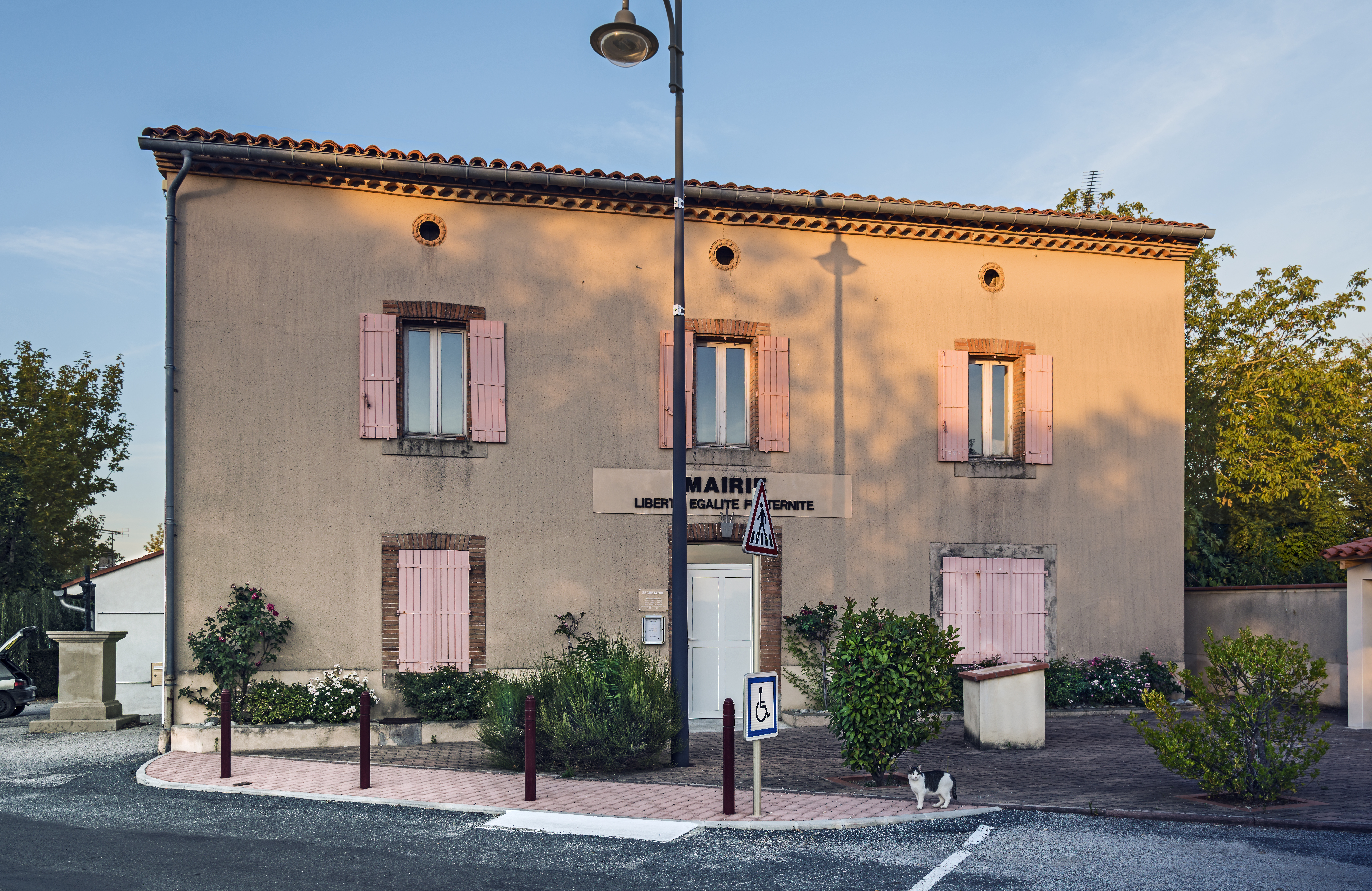
市政廳
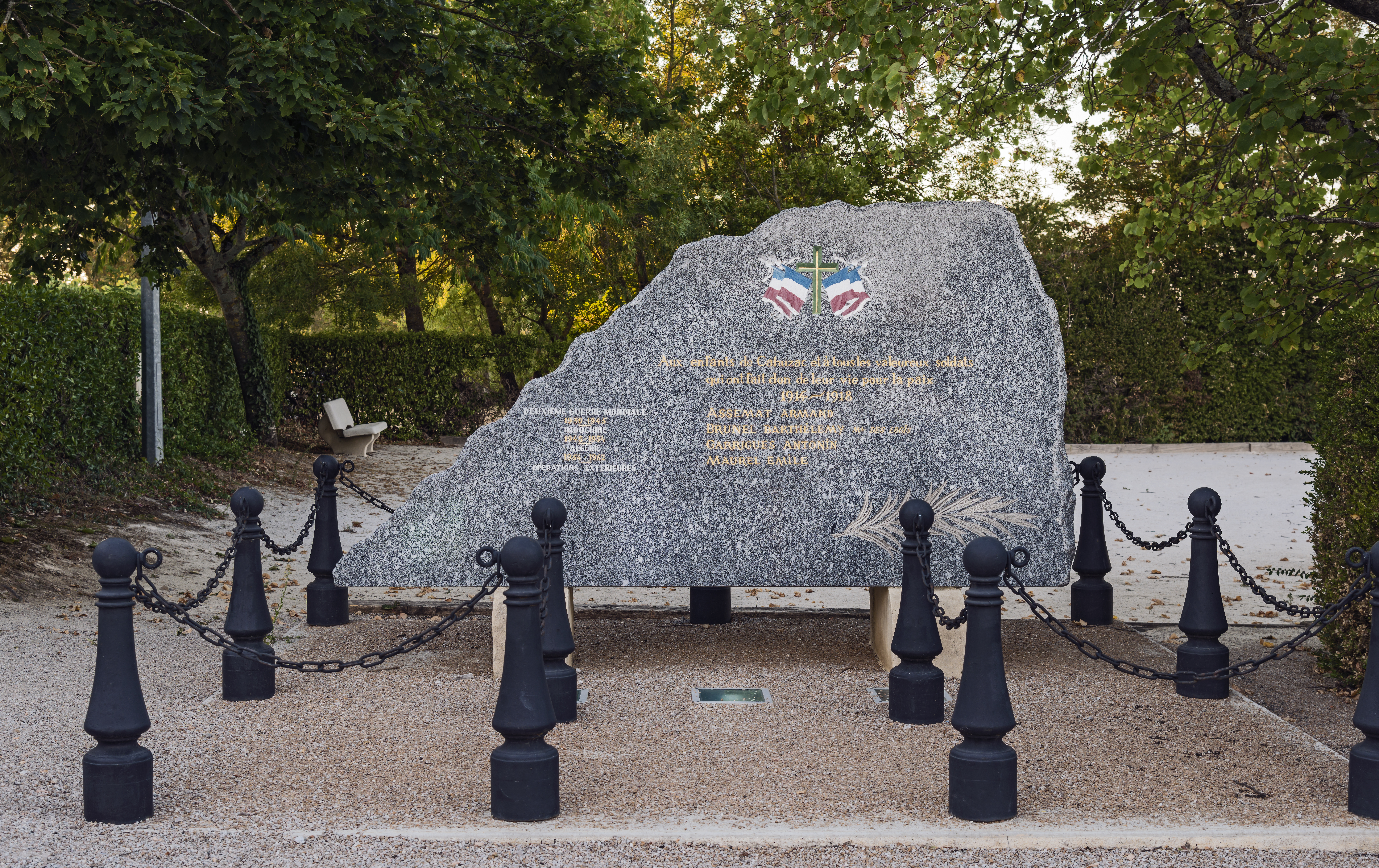
戰爭紀念碑
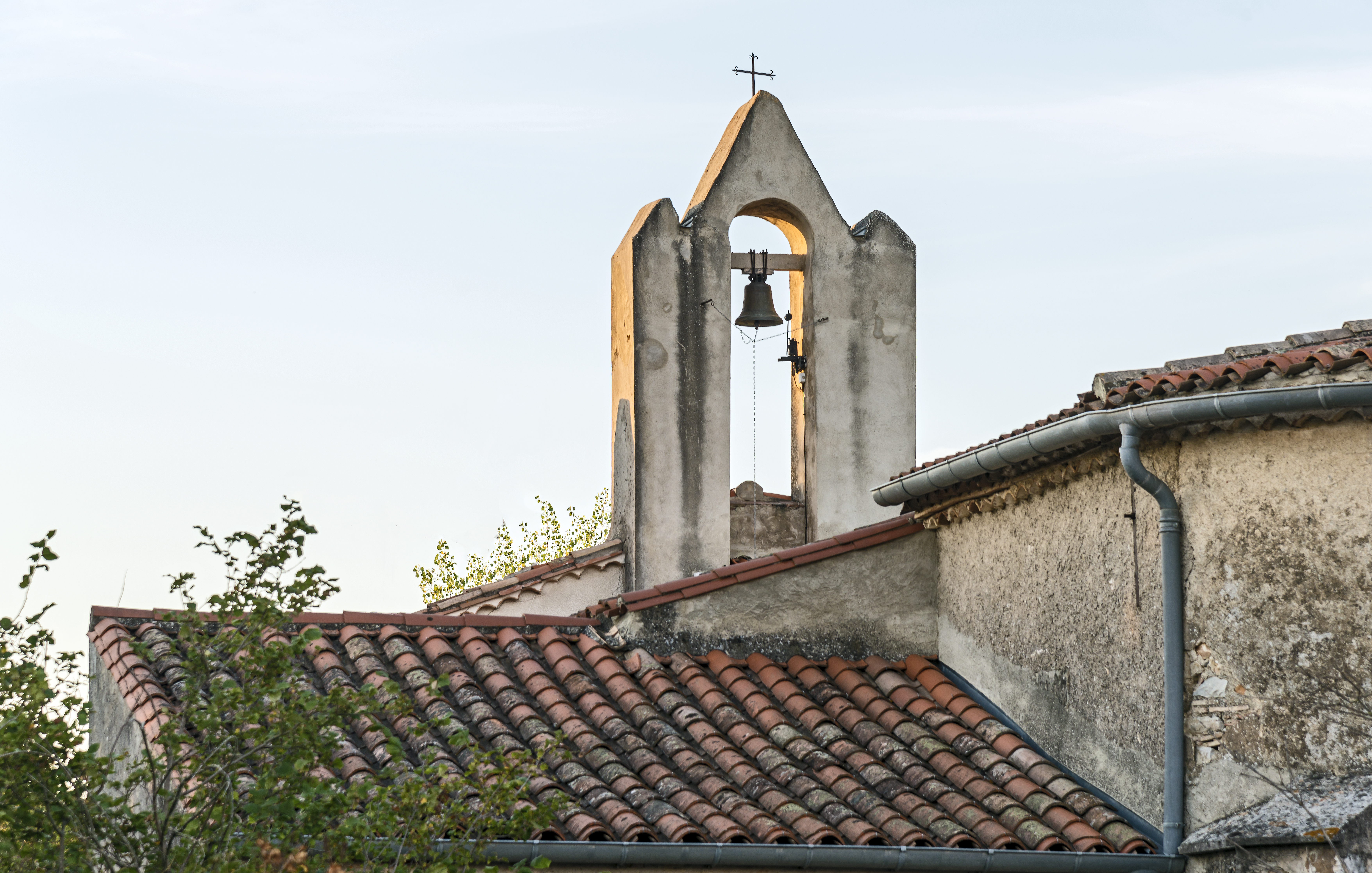
圣樊尚教堂